# Foe
El foe es una unidad de energía igual a 1044 julios.
Para medir las inmensas cantidades de energía que produce una supernova, los científicos usan ocasionalmente una unidad de energía llamada foe que era un acrónimo de «[ten to the power of] fifty-one ergs» o 1051 ergios. Esta unidad de medida resulta ideal para contar la energía de estos fenómenos, ya que una supernova emite una cantidad de energía observable (luz visible) del orden de un foe en un periodo de tiempo de algunos segundos.
Por comparación el Sol a lo largo de toda su vida habrá emitido tan solo 1,2 foe. Pues suponiendo su luminosidad constante a lo largo de toda su vida 3,827×1026 W × 1010 años ≈ 1,2 foe (Google Calculator).
- Datos: Q2619500